# Bread
Bread byla kalifornská soft rocková skupina z Los Angeles. Skupina měla 13 hitů v Billboard Hot 100 mezi lety 1970 a 1977.

## Diskografie

### Alba
| Year | Název                  | Vydavatel | Billboard 200 Peak |
| 1969 | Bread                  | Elektra   | #127               |
| 1970 | On the Waters          | Elektra   | #12                |
| 1971 | Manna                  | Elektra   | #21                |
| 1972 | Baby I'm-A Want You    | Elektra   | #3                 |
| 1972 | Guitar Man             | Elektra   | #18                |
| 1977 | Lost Without Your Love | Elektra   | #26                |